# Сниткіно (Брянська область)
Сниткіно (рос. Сныткино) — присілок у Брасовському районі Брянської області Росії. Входить до складу муніципального утворення Сниткінське сільське поселення.
Населення — 430 осіб.
Розташований за 8 км на північний схід від смт Локоть.
Є відділення поштового зв'язку, сільська бібліотека.

## Історія
Згадується з першої половини XVII століття в складі Брасовського стану Комарицької волості. Належав до парафії села Брасово. З 1741 року — володіння Апраксиних.
У 1778—1782 рр. входив до Луганського повіту, потім до 1929 в Севському повіті (з 1861 року — у складі Апраксинської (Брасовської) волості). З 1929 року в складі Брасовського району. До 2005 року — центр Сниткінської сільради.
У селі народився Герой Радянського Союзу Павло Муравйов.

## Населення
За найновішими даними, населення — 430 осіб (2013).
У минулому чисельність мешканців була такою:
| Роки      | 1858 | 1866 | 1897 | 1926 | 1979 | 1989 | 2002 | 2010 |
| --------- | ---- | ---- | ---- | ---- | ---- | ---- | ---- | ---- |
| Населення | 550  | 768  | 1053 | 1310 | 387  | 412  | 411  | 477  |